# Linda M. Godwin
Linda Maxine Godwin, född 2 juli 1952 i Cape Girardeau i Missouri, är en amerikansk astronaut som togs ut till astronautgrupp 11 den 4 juni 1985.
Hon var gift med astronauten Steven R. Nagel fram till dennes död 2014.

## Rymdfärder
- STS-37
- STS-59
- STS-76
- STS-108